# Jeremy Glick
Jeremy Logan Glick (Saddle River, 3 de septiembre de 1970-Municipio de Stonycreek, 11 de septiembre de 2001) era un pasajero a bordo del Vuelo 93 de United Airlines, que fue secuestrado y estrellado como parte de los Atentados del 11 de septiembre de 2001. Consciente de los ataques contra el World Trade Center, Glick y alguno de los otros pasajeros del avión intentaron abortar el secuestro. Durante el forcejeo para tomar el control del avión, se estrelló en un campo cerca de Shanksville, Pennsylvania, causando la muerte de los 33 pasajeros y los siete miembros de la tripulación a bordo.

## Primeros años y educación
Glick nació dentro de una familia judía y tenía cinco hermanos. Era el hijo mediano de los seis hermanos de la familia. Asistió al Saddle River School en Saddle River. Él y su novia del instituto fueron el rey y la reina del baile de 1988.
Glick trabajó como ejecutivo de ventas y marketing para Vividence, una empresa consultora de San Mateo (California). Glick jugó también al rugby en la Universidad de Rochester, donde también fue capitán del equipo. El 31 de agosto de 1996 Glick se casó con Lyzbeth. La pareja tenía una hija, Emerson, nacida el 18 de junio de 2001, que fue llamada en homenaje al escritor Ralph Waldo Emerson.
Glick era residente de West Milford, Nueva Jersey.

## Atentados del 11 de septiembre
De acuerdo a las conversaciones telefónicas, Glick, junto con Todd Beamer, Mark Bingham y Tom Burnett, organizaron un plan para arrebatar del control del avión a los secuestradores. Las últimas palabras de Glick a su esposa fueron: Vamos a asaltar a los secuestradores. Posteriormente colgó el teléfono.
Las acciones de Glick no sorprendieron a sus compañeros ni a su familia, ya que según ellos, Glick era un hombre de tomar la iniciativa.

## Legado

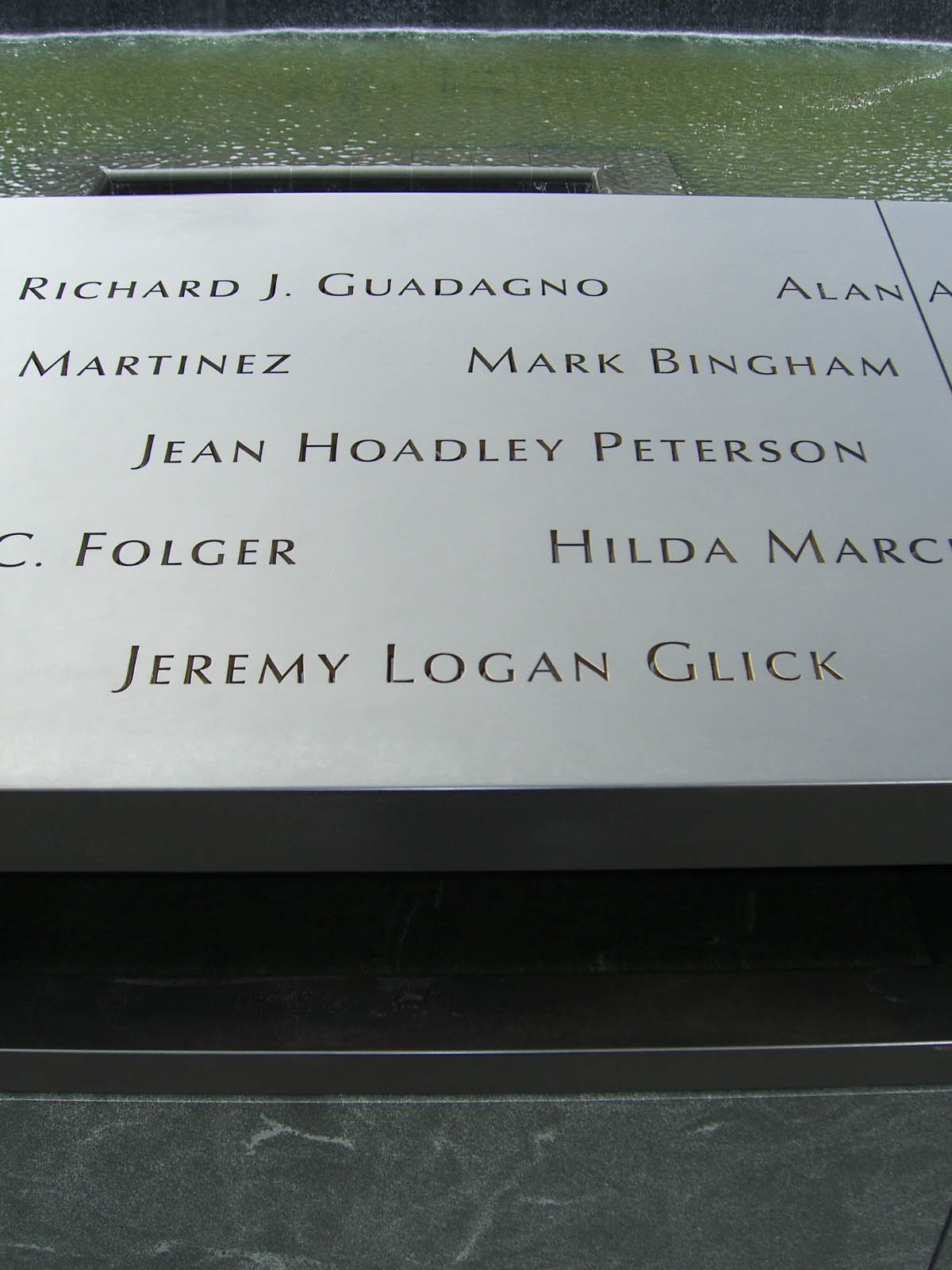
El nombre de Glick se encuentra localizado en el panel S-67 de la piscina sur del National September 11 Memorial & Museum, junto con los nombres de las demás víctimas del vuelo 93.

El 11 de septiembre de 2002, Glick fue premiado póstumamente con el premio a la medalla del heroísmo, el honor más alto otorgado por los Hijos de la revolución americana.
En el National September 11 Memorial & Museum, Glick se encuentra memorializado en la piscina sur, en el panel S-67, junto con otros pasajeros del vuelo 93.